# 1,3-diossolano
L'1,3-diossolano (o 1,3-diossaciclopentano) è un composto eterociclico pentaatomico saturo, nonché l'acetale ciclico della formaldeide con il glicole etilenico.
A temperatura ambiente si presenta come un liquido volatile, incolore, leggermente più denso dell'acqua (1,0600 g/mL), dall'odore etereo e molto infiammabile. Questo acetale è costituito da molecole non planari aventi simmetria Cs; la molecola è polare (μ = 1,19 D), anche se meno del tetraidrofurano (1,69 D) e un po' meno dell'etere (1,30 D). Nonostante questa minor polarità, l'1,3,-diossolano; è completamente solubile in acqua, come pure in etere, acetone e tetraidrofurano ed è comunque molto solubile negli altri comuni solventi organici.
Si ottiene classicamente per reazione tra la formaldeide ed il glicole etilenico in presenza di quantità catalitiche di acidi protici anidri o acidi di Lewis:
H2C=O + HOCH2-CH2OH → C3H6O2 + H2O
Si ottiene anidro anche dall'ossido di etilene e la formaldeide:
(CH2)2O + H2C=O →  C3H6O2
Come gli acetali in genere, l'1,3-diossolano resiste bene all'attacco di basi e nucleofili anche forti e concentrati, ma subisce l'azione di acidi anche diluiti, i quali causano l'idrolisi e la conseguente apertura dell'anello ed eventuale successiva polimerizzazione.
Trova principalmente impiego come solvente. È presente in alcune formulazioni di solventi elettrolitici per batterie al litio.